# Psychobiografia
Psychobiografia ma na celu opisanie znaczących osób, np. artystów lub przywódców politycznych poprzez zastosowanie teorii oraz badań psychologicznych. Jest biografią, która często odwołuje się do prawidłowości psychologicznych. Ma znaczenie z uwagi na fakt, że treści przekonań, w tym również iluzje jednostek znaczących w historii bywają pomocne w trafnym opisie dziejów. Dzięki połączeniu psychologii osobowości i danych historycznych psychobiografia może być uważana za historyczną formę studium przypadku (case study), stanowiąc rozwijający się obszar w dziedzinie biografii.
Osoby, które były przedmiotem badań psychobiograficznych, to m.in. Adolf Hitler, Sylvia Plath, Vincent van Gogh, Marcin Luter, Abraham Lincoln, Elvis Presley, Søren Kierkegaard, Friedrich Nietzsche, Andrew Jackson oraz Richard Nixon.
Jednym z pierwszych przykładów użyteczności psychobiografii był raport Henry'ego Murraya na temat osobowości Adolfa Hitlera.
Za pierwszą nowoczesną psychobiografię powszechnie uważana jest analiza osobowości Leonarda da Vinci autorstwa Zygmunta Freuda (Leonarda da Vinci wspomnienie z dzieciństwa, 1910), jednakże, jak zauważa  Teresa Rzepa, pierwszym na świecie psychobiografistą był  Władysław Witwicki, wyprzedzając o rok Freuda swoją psychobiografią Sokratesa, zawartą we wstępie do własnego tłumaczenia  Uczty Platona (1909). Zainicjował on w ten sposób uprawianie filozofii metodą badania osobowości filozofów i tworzenia ich portretów psychologicznych. Witwicki przeprowadził również analizę psychologiczną Jezusa – w komentarzu do własnego przekładu Ewangelii Mateusza i Ewangelii Marka (Dobra Nowina według Mateusza i Marka).
Gdy psychobiografie zyskały większe uznanie, autorzy różnych zawodów stworzyli własne dzieła z alternatywnych perspektyw i różnych metod analizy tematów psychobiograficznych, znacznie poszerzając psychobiografię poza perspektywę psychoanalityczną. Po psychoanalitykach, psychologach i psychiatrach, którzy napisali pierwsze psychobiografie, grono autorów poszerzyło na historyków, politologów, krytyków literackich, socjologów i antropologów, którzy przyczynili się do rozwoju tego gatunku. Od 1910 roku opublikowano ponad 4000 psychobiografii.
Z psychobiografią związany jest dział psychologii – psychobiografistyka, reprezentowana w Polsce przez Teresę Rzepę, która z kolei m.in. przedstawiła próbę portretu psychologicznego Władysława Witwickiego w swojej pracy habilitacyjnej Psychologia Władysława Witwickiego. W latach 1998–2000 Leszek Nowak z Poznania (ur. 1962) napisał opracowanie, w którym na podstawie własnych przebytych urojeń posłanniczych oraz myśli nadwartościowych, w zestawieniu z opisami ewangelicznymi próbuje zrekonstruować psychikę Jezusa z Nazaretu – w rozdziałach zawierających kolejno analizę cech charakteru „zbawiciela ludzkości”, opis możliwego przebiegu wydarzeń z okresu jego publicznej działalności, naturalistyczne wyjaśnienie cudów.
Do najbardziej znanych psychobiografistów jest zaliczany Erik Erikson. Jego największe dzieła to psychobiografie Marcina Lutra Young man Luther (1958) oraz Mahatmy Gandhiego Ghandi's truth (1969) oparte na koncepcjach psychoanalizy.